# A.B.C-Z Concert Tour 2024 F.O.R
『A.B.C-Z Concert Tour 2024 F.O.R』（エー.ビー.シー-ズィー コンサート ツアー 2024 フォー）は、2025年3月19日にポニー・キャニオンから発売されたA.B.C-Zの17枚目の舞台・コンサート作品。
2024年に行われた新体制初のコンサートツアーの模様を収録。
初回限定盤には特典として「お台場冒険王2024」のライブ映像が収められるほか、グループ初となるライブ音源CDが付属。通常盤には特典映像として約2時間のドキュメンタリーが収められ、大阪公演で初披露となった「ヒリヒリさせて」のパフォーマンス映像やメンバーの舞台裏の姿も楽しめる。
同ツアーは、本作発売前の2024年11月16日より動画配信サービス「U-NEXT」にて見放題で独占ライブ配信された。当初、見放題期間は11月30日までとされていたが、好評につき配信期間が延長されている。
初回限定盤付属のライブ音源アルバムは配信リリースされており、A.B.C-Zのライブ音源アルバムが配信されるのは本作が初めてである。

## 収録内容

### 本編
収録内容は初回・通常共に同じである。 
A.B.C-Z Concert Tour 2024 F.O.R（2024年9月29日収録映像）
1. F.O.R Overture
2. 君じゃなきゃだめなんだ
3. Red Bee
4. Fantastic Ride
5. 花言葉
6. I-MI-JI
7. 拝啓 今日を共に生きる貴方へ
8. Jigsaw
9. Stay Back（塚田僚一ソロ曲）
10. 月に行くね、光の連続（戸塚祥太ソロ曲）
11. じゃないほう讃歌
12. WAI WAI STAY
13. 火花アディクション
14. Crazy Accel
15. STAR SEEKER
16. InaZuma★Venus
17. 終電を超えて〜Christmas Night
18. チートタイム
19. SPACE TRAVELERS
20. 宇宙旅行
21. MC
22. リマレンス（五関晃一ソロ曲）
23. 浮遊（橋本良亮ソロ曲）
24. 渚のBack In Your Heart
25. 世界一
26. One Way Blue
27. Enamel Slow
28. Dance Monster
29. FORTUNE
30. Twilight Blue
31. 君の隣で目覚めたい
32. 怪奇な美少女
33. 頑張れ、友よ！
34. さよならしないと

### 特典映像

#### 初回限定盤
- お台場冒険王2024～人気者にアイ♡LAND～めざましライブ[5]
  1. WAI WAI STAY
  2. Fantastic Ride
  3. チートタイム
  4. 君じゃなきゃだめなんだ
  5. MC
  6. Jigsaw
  7. INTO THE BREEZE
  8. FORTUNE
  9. 頑張れ、友よ!

#### 通常盤
- Document Movie of A.B.C-Z Concert Tour 2024 F.O.R[5]

## 特典
予約購入先着特典
- クリアファイル（A4）

封入特典（初回限定盤のみ）
- スペシャルフォトブック(32P)
- オリジナルポストカード5枚セット（ソロ4種＋集合1種）
- A.B.C-Z Concert Tour 2024 F.O.R 銀テープレプリカ
- A.B.C-Z Concert Tour 2024 F.O.R ライブ音源CD

[ Disc1 ]
M1.F.O.R Overture
M2. 君じゃなきゃだめなんだ
M3. Red Bee
M4. Fantastic Ride
M5. 花言葉
M6. I-MI-JI
M7. 拝啓 今日を共に生きる貴方へ
M8. Jigsaw
M9. Stay Back(塚田僚一ソロ曲)
M10. 月に行くね、光の連続(戸塚祥太ソロ曲)
M11. じゃないほう讃歌
M12. WAI WAI STAY
M13. 火花アディクション
M14. Crazy Accel
M15. STAR SEEKER
M16. InaZuma★Venus
M17. 終電を超えて〜Christmas Night
M18. チートタイム
M19. SPACE TRAVELERS
M20. 宇宙旅行

[ Disc2 ]
M1. リマレンス(五関晃一ソロ曲)
M2. 浮遊(橋本良亮ソロ曲)
M3. 渚のBack In Your Heart
M4. 世界一
M5. One Way Blue
M6. Enamel Slow
M7. Dance Monster
M8. FORTUNE
M9. Twilight Blue
M10. 君の隣で目覚めたい
M11. 怪奇な美少女
M12. 頑張れ、友よ！